# Moosthenning
Moosthenning – miejscowość i gmina w Niemczech, w kraju związkowym Bawaria, w rejencji Dolna Bawaria, w regionie Landshut, w powiecie Dingolfing-Landau. Leży około 5 km na północ od Dingolfing, przy autostradzie A92.

## Dzielnice
W skład gminy wchodzą następujące dzielnice: Dornwang, Lengthal, Moosthenning, Ottering, Rimbach, Thürnthenning.

## Demografia
| Rok  | Liczba mieszk. |
| ---- | -------------- |
| 1970 | 3 259          |
| 1987 | 3 736          |
| 2000 | 4 392          |
| 2006 | 4 691          |
| 2008 | 4 772          |

### Struktura wiekowa
Dane o ludności z 31 grudnia 2008:
| Opis                                | Ogółem | Ogółem | Kobiety | Kobiety | Mężczyźni | Mężczyźni |
| ----------------------------------- | ------ | ------ | ------- | ------- | --------- | --------- |
| Jednostka                           | osób   | %      | osób    | %       | osób      | %         |
| Populacja                           | 4772   | 100    | 2312    | 48,45   | 2460      | 51,55     |
| Wiek przedprodukcyjny (0–17 lat)    | 936    | 19,61  | 456     | 9,56    | 480       | 10,06     |
| Wiek produkcyjny (18–65 lat)        | 3165   | 66,32  | 1499    | 31,41   | 1666      | 34,91     |
| Wiek poprodukcyjny (powyżej 65 lat) | 671    | 14,06  | 357     | 7,48    | 314       | 6,58      |

## Polityka
Wójtem jest Markus Baierl z ABV, wcześniej urząd ten sprawował Georg Kutzi. Rada gminy składa się z 16 osób.
|      | CSU | SPD | BLL | UWGO | FWG | FWGT | ÜWGR | FWGD | ABV | Razem |
| 2008 | 3   | 2   | 3   | 1    | 2   | 1    | 1    | 1    | 2   | 16    |
| 2002 | 5   | 3   | 2   | 2    | 1   | 1    | 1    | 1    | -   | 16    |

## Zabytki
- kościół pw. św. Jana (ST. Johannes)

## Oświata
W gminie znajdują się dwa przedszkola oraz szkoła podstawowa i Hauptschule (18 nauczycieli, 295 uczniów).